# Rada Powiatu Prudnickiego
Rada Powiatu Prudnickiego – organ stanowiący i kontrolny samorządu powiatu prudnickiego z siedzibą w Prudniku, istniejący od 1998. W jego skład wchodzą radni wybierani w powiecie prudnickim, w wyborach bezpośrednich na kadencje trwające pięć lat.

## Wybory do rady
Radni do Rady Powiatu Prudnickiego są wybierani w wyborach co pięć lat w trzech okręgach wyborczych. W wyborach samorządowych 2018 na obszarze powiatu prudnickiego, zamieszkiwanego przez 53 716 mieszkańców, uprawnionych do głosowania było 44 699 mieszkańców.
| Okręg | Gminy         | Liczba radnych | Liczba wyborców w 2018 |
| ----- | ------------- | -------------- | ---------------------- |
| 1.    | Prudnik       | 8              | 21 775                 |
| 2.    | Głogówek      | 4              | 10 660                 |
| 3.    | Biała, Lubrza | 5              | 12 264                 |
| #     | Razem (Σ)     | 17             | 44 699                 |

### I kadencja (1998–2002)
Skład Rady Powiatu Prudnickiego I kadencji (1998–2002) ustalony w wyniku wyborów samorządowych w 1998:
- Mirosław Czupkiewicz
- Edward Chrostek
- Jerzy Czerwiński
- Alicja Ćwierz
- Jerzy Dembczak
- Jan Ebel
- Romuald Felcenloben
- Renata Heda
- Arnold Hindera
- Wanda Jakimko
- Jan Kubinka
- Kazimierz Kucik
- Genowefa Kucik
- Eugeniusz Komidzierski
- Józef Kordecki
- Dariusz Kolbek
- Zenon Kowalczyk
- Jan Mencler
- Joachim Mazur
- Alfred Namysło
- Janina Okrągły
- Sławomir Orkisz
- Anna Pilzak
- Kazimierz Porczak
- Józef Skiba
- Franciszek Stankala
- Elżbieta Stein
- Antoni Sokołowski
- Sławomir Stelmaszczyk
- Reinhard Wollny
- Antoni Zadrożny

Starosta prudnicki: Edward Cybulka; wicestarosta prudnicki: Joachim Mazur.

### II kadencja (2002–2006)
Skład Rady Powiatu Prudnickiego II kadencji (2002–2006) ustalony w wyniku wyborów samorządowych w 2002:
- Jan Ebel
- Marek Gaworek
- Ernest Graba
- Mieczysław Hołówko
- Henryk Isalski
- Józef Janeczko
- Krystian Knicz
- Dariusz Kolbek
- Józef Kordecki
- Józef Kręgiel
- Jan Malec
- Joachim Mazur
- Janina Okragły
- Kazimierz Porczak
- Marek Ruda
- Regina Sieradzka
- Antoni Sokołowski
- Andrzej Szała
- Ludwik Ziubrzyński

Starosta prudnicki: Romuald Felcenloben; wicestarosta prudnicki: Joachim Mazur.

### III kadencja (2006–2010)
Skład Rady Powiatu Prudnickiego III kadencji (2006–2010) ustalony w wyniku wyborów samorządowych w 2006:
- Edward Bednarski
- Kazimierz Bodaszewski
- Mirosław Czupkiewicz
- Waleria Dąbrowska
- Franciszek Gołębiowski
- Piotr Hanusiak
- Józef Janeczko
- Teresa Kamienicka-Hreczaniuk
- Marzena Kędra
- Dariusz Kolbek
- Zenon Kowalczyk
- Joachim Mazur
- Janina Okrągły
- Marek Ruda
- Janusz Siano
- Józef Skiba
- Antoni Sokołowski
- Ludwik Ziubrzyński

Starosta prudnicki: Radosław Roszkowski; wicestarosta prudnicki: Janusz Siano.

### IV kadencja (2010–2014)
Skład Rady Powiatu Prudnickiego IV kadencji (2010–2014) ustalony w wyniku wyborów samorządowych w 2010:
- Józef Janeczko
- Teresa Kamieniecka-Hreczaniuk
- Marzena Kędra
- Waleria Dąbrowska
- Jerzy Dembczak
- Czesław Dumkiewicz
- Krzysztof Glombitza
- Arnold Hindera
- Dariusz Kolbek
- Jan Malec
- Joachim Mazur
- Zdzisław Pikuła
- Radosław Roszkowski
- Janusz Siano
- Józef Skiba
- Antoni Sokołowski
- Lucjusz Standera
- Damian Szepelawy
- Barbara Wróbel
- Starosta prudnicki: Radosław Roszkowski; wicestarosta prudnicki: Janusz Siano.

### V kadencja (2014–2018)
Skład Rady Powiatu prudnickiego V kadencji (2014–2018) ustalony w wyniku wyborów samorządowych w 2014:
- Z listy KKW Platforma Obywatelska: Marzena Kędra, Radosław Roszkowski, Damian Szepelawy, Judyta Walocha
- Z listy KW Polskie Stronnictwo Ludowe: Małgorzata Frączek, Mariusz Kozaczek, Jan Salamon, Antoni Sokołowski, Barbara Wróbel (Frączek, Kozaczek i Wróbel złożyli oświadczenia o rezygnacji z mandatów radnych, zastąpili ich Jan Malec, Alfred Namysło i Tadeusz Wrona)
- Z listy KWW Mniejszość Niemiecka: Józef Janeczko, Joachim Kosz, Janusz Siano
- Z listy KWW Nasza Ziemia: Mirosław Czupkiewicz, Zdzisław Pikuła, Józef Skiba
- Z listy KW Prawo i Sprawiedliwość: Ryszard Kwiatkowski
- Z listy KWW Niezależni Razem: Agnieszka Stanisz

Starosta prudnicki: Radosław Roszkowski; wicestarosta prudnicki: Janusz Siano.

### VI kadencja (2018–2024)
Skład Rady Powiatu prudnickiego VI kadencji (2018–2024) ustalony w wyniku wyborów samorządowych w 2018:
- Z listy KW Prawo i Sprawiedliwość: Dariusz Kolbek, Ryszard Kwiatkowski, Józef Meleszko, Magdalena Sobczak, Tomasz Woźniak, Bożena Wróblewska
- Z listy KWW Mniejszość Niemiecka: Sebastian Gerstenberg, Joachim Kosz, Józef Janeczko, Janusz Siano, Judyta Walocha
- Z listy KKW Platforma.Nowoczesna Koalicja Obywatelska: Joanna Korzeniowska, Radosław Roszkowski, Dragomir Rudy
- Z listy KW Polskie Stronnictwo Ludowe: Antoni Sokołowski
- Z listy KWW Kukiz’15: Alicja Zawiślak
- Z listy KWW Nasza Ziemia: Mirosław Czupkiewicz

Starosta prudnicki: Radosław Roszkowski; wicestarosta prudnicki: Janusz Siano.

### VII kadencja (2024–2029)
Skład Rady Powiatu prudnickiego VII kadencji (2024–2029) ustalony w wyniku wyborów samorządowych w 2024:
- Z listy KWW Platforma PL2050 Ludowcy Lewica Powiatu Prudnickiego: Adrianna Benroth, Joanna Korzeniowska, Radosław Roszkowski, Dragomir Rudy, Elżbieta Szwadowska
- Z listy KW Prawo i Sprawiedliwość: Joanna Czochara, Dariusz Kolbek, Marcin Krasoń, Ryszard Kwiatkowski, Józef Meleszko
- Z listy KWW Śląscy Samorządowcy: Józef Janeczko, Joachim Kosz, Janusz Siano
- Z listy KWW Tak! Dla Ziemi Prudnickiej: Franciszek Fejdych, Andrzej Kałamarz
- Z listy KWW Porozumienie Samorządowe Powiatu Prudnickiego: Jarosław Szóstka
- Z listy KWW Edwarda Plicko: Regina Przyklenk

Starosta prudnicki: Radosław Roszkowski; wicestarosta prudnicki: Janusz Siano.